# Davit Mujiri
Davit Mujiri (in georgiano დავით მუჯირი?; Tbilisi, 1º febbraio 1978) è un ex calciatore georgiano, di ruolo centrocampista.

## Palmarès

### Club

#### Competizioni nazionali
- Campionato georgiano: 4

Dinamo Tbilisi: 1994-1995, 1995-1996, 1996-1997, 1997-1998
- Coppa di Georgia: 3

Dinamo Tbilisi: 1995, 1996, 1997
- Supercoppa di Georgia: 2

Dinamo Tbilisi: 1996, 1997
- Campionato moldavo: 1

Sheriff Tiraspol: 2000-2001
- Coppa di Moldavia: 2

Sheriff Tiraspol: 1998-1999, 2000-2001
- J. League: 1

Sanfrecce: 2012